# Ciclopirox
El ciclopirox, en su forma de ciclopiroxolamina, es un agente antifúngico sintético para el tratamiento dermatológico tópico de micosis superficiales. Es más útil contra la tiña versicolor. El ciclopirox posee una actividad antifúngica de amplio espectro. Su uso se dedica a Candida albicans, Tricopython mentagrophytes, Tricopython rubrum y Pityrosporum orbiculare (Malassezia furfur).
Se ha empleado contra Candida glabrata, infección más rara que la causada por C. albicans, pero en conjunto con otro antifúngico, la micafungina. Catorce pacientes con candidiasis vulvovaginal recurrente crónica causada por C. glabrata fueron tratadas con éxito.
Aún se consigue en solución y crema tópica.

## Modo de acción
Tras ser aplicada en la piel, la ciclopiroxolamina penetra a través de la epidermis hasta el interior de la dermis. Sin embargo, incluso aplicando una gasa oclusiva, el fármaco se absorbe menos del 1.5% hacia la circulación sistémica.
Una de las ventajas presentadas es que debido a que su vida media es de menos de dos horas, es poco probable que cause acumulación en el cuerpo. El fármaco penetra en el interior de los folículos pilosos y las glándulas sebáceas. En algunos pacientes, pudiera causar hipersensibilidad a la sustancia activa, pero no se han presentado casos de toxicidad.
La ciclopiroxolaminan se ha empleado en el tratamiento de hongo en las uñas (onicomicosis), pero se requiere que el preparado medicamentoso también lleve como ingredientes algún potenciador de la permeación que afecte las propiedades estructurales o fisicoquímicas de la placa ungueal. Los potenciadores de la permeación se usan en formulaciones transungueales para mejorar el flujo de un fármaco a través de las uñas, porque de otro modo, el fármaco no podría llegar a la profundidad de la uña.

La ciclopiroxolamina ha demostrado ser útil en Tinea pedis (pie de atleta), Tinea cruris y tinea versicolor. Los índices de curación en infecciones de la piel por hongos y por Candida, han sido variables y oscilan entre un 81 y un 94%. Se ha empleado en onicomicosis causada por Scopulariopsis brevicaulis, especie que al no ser un dermatofito es más difícil de erradicar. En un reporte de caso, se empleó ciclopiroxolamina en laca al 8%, lográndose una tasa de curación del 69.2% de los pacientes, pero se tuvo que retirar previamente la uña quirúrgicamente.
Las presentaciones son en solución, laca (barniz), polvo, pomada y champú.